# Uwe Weitendorf
Uwe Weitendorf (* 11. Juli 1940; † 17. August 1996) war ein deutscher Verleger. Als Schwiegersohn der Verlegerin Heidi Oetinger führte er die Verlagsgruppe Oetinger und gründete den Verlag für Kindertheater.
Weitendorf übernahm in den 1960er Jahren nach dem Rückzug Friedrich Oetingers die Geschäftsführung des Oetinger-Verlags. Seit 1966 war Weitendorf mit seiner Frau Silke, der Tochter Heidi Oetingers, verheiratet und hatte mit ihr drei Kinder. Alle drei Kinder stiegen später selbst in das Verlagsgeschäft ein. Ab 1970 führte Weitendorf auch den Chronos Verlag Martin Mörike, den er 1982 vollständig übernahm und seinem 1973 gegründeten Verlag für Kindertheater anschloss.
Nach seinem plötzlichen Tod 1996 übernahm sein Sohn Jan Weitendorf die Geschäftsführung des Oetinger-Verlags. Seine Tochter Julia Weitendorf (inzwischen verheiratete Bielenberg) führte seine Geschäfte im Verlag für Kindertheater weiter.
Uwe Weitendorf ruht auf dem Hamburger Friedhof Wohldorf.